# Глухова
Глухова́ — село в Україні, у Лугинській селищній територіальній громаді Коростенського району Житомирської області. Чисельність населення становить 189 осіб (2001).

## Населення
Наприкінці 19 століття в поселенні налічувалося 216 жителів, дворів — 37, у 1906 році — 255 мешканців, дворів — 44, у 1923 році — 443 мешканці, дворів — 92.
Відповідно до результатів перепису населення СРСР, кількість населення станом на 12 січня 1989 року становила 822 особи. Станом на 5 грудня 2001 року, відповідно до перепису населення України, кількість мешканців села становила 189 осіб.

### Мова
Розподіл населення за рідною мовою за даними перепису 2001 року:
| Мова       | Кількість | Відсоток |
| ---------- | --------- | -------- |
| українська | 187       | 98.94 %  |
| російська  | 2         | 1.06 %   |
| Усього     | 189       | 100 %    |

## Історія
Колишня власність Немиричів. У 1628 році Стефан Немирич вносив із новозаселених Кремного та Глухової від 5 димів. У 1650 році Юрій Немирич платив з самої лише з Глухової від 11 димів.
Наприкінці 19 століття — село Лугинської волості Овруцького повіту Волинської губернії. Лежало за 43 версти від Овруча та за 2 версти від Лугин. 219 десятин землі належало Деческуловій, православного визнання. Входило до православної парафії в Лугинах, за 2 версти.
У 1906 році — село Лугинської волості (2-го стану) Овруцького повіту Волинської губернії. Відстань до повітового центру, м. Овруч, становила 47 верст. Поштове відділення — містечко Іскорость.
У березні 1921 року, в складі волості, передане до новоутвореного Коростенського повіту Волинської губернії. У 1923 році включене до складу новоствореної Літківської сільської ради, яка 7 березня 1923 року увійшла до складу новоутвореного Лугинського району Коростенської округи. Розміщувалося за 2 версти від районного центру с. Лугини та за 2 версти від центру сільської ради, с. Літки. У 1941—44 роках — центр окремої сільської управи. У 1946 році включене до складу Лугинської Другої сільської ради Лугинського району Житомирської області. 11 серпня 1954 року, внаслідок об'єднання сільських, підпорядковане Лугинській сільській раді (згодом — Лугинська селищна рада) Лугинського району. 30 грудня 1962 року, в складі сільської ради, передане до Олевського району Житомирської області, 8 грудня 1966 року повернуте до складу відновленого Лугинського району.
9 серпня 2016 року село увійшло до складу новоутвореної Лугинської селищної територіальної громади Лугинського району Житомирської області. Від 19 липня 2020 року, разом з громадою, в складі новоутвореного Коростенського району Житомирської області.